# Rezerwat przyrody Minokąt
Minokąt – rezerwat przyrody znajdujący się na terenie miejscowości Kadłubiska, w gminie Narol, w powiecie lubaczowskim, w województwie podkarpackim.
- numer według rejestru wojewódzkiego – 48
- dokument powołujący – M.P. z 1996 r. nr 5, poz. 48
- powierzchnia – 23,12 ha[1] (akt powołujący podawał 23,47 ha)
- rodzaj rezerwatu – leśny[1][2]
- przedmiot ochrony (według aktu powołującego) – las jodłowo-bukowy z charakterystycznym runem buczyny karpackiej[1]. Na jego terenie rośnie kilka jodeł kwalifikujących się na miano pomnika przyrody.

Rezerwat leży w obrębie Roztoczańskiego Obszaru Chronionego Krajobrazu oraz dwóch obszarów sieci Natura 2000: siedliskowego „Minokąt” PLH060089 oraz ptasiego „Roztocze” PLB060012.